# Cayman Islands Football Association
Die Cayman Islands Football Association (C.I.F.A.) ist der Fußballverband der Cayman Islands. Er wurde 1966 gegründet und trat 1992 der CONCACAF und im selben Jahr der FIFA bei.

## Geschichte
Im Jahr 1966 wurde die Cayman Islands Football Association gegründet, um die entstehende Liga auf den Inseln zu verwalten. Als das Interesse am Fußball wuchs, wurde von der C.I.F.A. erkannt, dass weitere Fußballplätze benötigt wurden. 1982 wurde das ursprünglich von Mike Simmons errichtete Annex Stadium weiter verbessert. Am 6. März 1994 wurde von Queen Elisabeth II. das Ed Bush Stadium in West Bay eröffnet und anschließend gelang der Herrennationalmannschaft in einem denkwürdigen Spiel die Qualifikation für die Endrunde der Fußball-Karibikmeisterschaft 1994 in Trinidad und Tobago, nachdem man Jamaika mit 3:2 besiegt hatte. Durch diesen Erfolg beflügelt, stimmte die Regierung der Cayman Islands zu, ein weiteres Fußballstadion zu errichten.
Im Jahr 1995 trat die C.I.F.A. zusammen, um über die weitere Entwicklung des nationalen Sportkomplexes zu entscheiden, welcher mittlerweile ein Sportzentrum mit Schwimmbahnen und Fußballfeld war und den Namen Truman Bodden Sports Complex trug. Vom 19. bis zum 30. Juli desselben Jahres fand auf den Cayman Islands und Jamaika die Endrunde der Fußball-Karibikmeisterschaft 1995 statt, was gleichzeitig die erste Ausrichtung eines großen Turniers auf den Cayman Islands darstellte. Nach zwei Siegen und einer Niederlage in der Vorrunde gelang es der Nationalmannschaft in das Halbfinale einzuziehen, in welchem man jedoch mit 2:9 gegen den späteren Turniersieger Trinidad und Tobago verlor und auch im Spiel um den dritten Platz zog man mit 0:3 den Kürzeren gegen Kuba. Nichtsdestoweniger war es das beste Abschneiden der Nationalmannschaft bei einer Fußball-Karibikmeisterschaft. Jedoch besuchten auch Fußballgrößen wie des damaligen FIFA-Präsidenten Joao Havelange und Pelé die Cayman Islands. Während seines Besuchs eröffnete Pelé auch das Donovan Rankine Stadium in East End, welches ebenfalls 1995 gebaut wurde. Das North Side Stadium wurde zwischen 1998 und 1999 renoviert und neueröffnet und das Haig Bodden Stadium in Bodden Town wurde kurz danach fertiggestellt.
Nach den Zerstörungen durch Hurrikan Ivan im Jahr 2004, welche beinahe alle Stadien der Inseln unbrauchbar machten, entschied sich die Regierung der Cayman Islands dazu, ein Programm zum Wiederaufbau jener Gebäude zu verabschieden und stellte insgesamt 28 Millionen $ zur Verfügung. Durch die Finanzierung konnten alle fünf Stadien auf Grand Cayman sowie das Cayman Brac Stadium wieder aufgebaut werden und entsprachen den höchsten internationalen Standards. Sowohl das Annex Stadium, welches mittlerweile T.E.McField Sports Centre hieß, als auch das Ed Bush Stadium in West Bay sind heute Zwei-Sterne-Stadien. Der Truman Bodden Sports Complex wurde renoviert und ist nun mit 3.000 Sitzplätzen das Nationalstadion der Cayman Islands.
Die Cayman Islands Football Association hat heute die Aufsicht über 16 Ligen und Pokalwettbewerbe, für alle Mannschaften zwischen den U-13-Jugenden und den Erwachsenenmannschaften. Neben den Wettbewerben hat die C.I.F.A. die Aufsicht über Lehrgänge für neue Trainer und Schiedsrichter, veranstaltet aber auch Trainingscamps und -programme, bei welchen junge, talentierte Spieler gefördert werden sollen. Wegen eines weiten regionalen und internationalen Netzwerkes konnten Austauschprogramme mit Vereinen in Europa und Südamerika etabliert werden, bei welchen jungen Spielern die Möglichkeit geboten wird, auf hohem Niveau zu trainieren.
Die C.I.F.A. konnte 2009 zwei große Erfolge realisieren. Einerseits gelang es der weiblichen U-17 Nationalmannschaft als erste Nationalmannschaft sich für die CONCACAF-Meisterschaft zu qualifizieren. Allerdings schied man mit nur einem Sieg nach der Vorrunde aus. Andererseits zog der Verband in das Cayman Centre for Excellence um, von wo aus das Training und die Verwaltung weiter verbessert werden sollen.